# 貨幣蟲
貨幣蟲（學名：Nummulites）是一種曾在新生代第三紀（Tertiary）大量生長的古老海生單細胞有孔蟲，存在於中生代末期到新生代早期。其化石呈大型扁豆狀，直徑約可達6公分。貨幣蟲的外廓呈圓形，且兩面突起，是由內部呈螺旋狀排列的小殼室組成。它們聚居在古代特西斯海洋的溫暖區域。
它們的化石經常出現在屬於第三紀的岩石中，尤其是地中海沿岸地區。由於其化石可當作指準化石（Index fossils）用途，因此頗具重要性。
貨幣蟲的學名「Nummulites」之字源為「nummulus」，在拉丁文中意指「小銅板」，得名於其造型與錢幣類似的緣故。